# Icușești (gmina)
Icușești – gmina w Rumunii, w okręgu Neamț. Obejmuje miejscowości Bălușești, Bătrânești, Icușești, Mesteacăn, Rocna, Spiridonești i Tabăra. W 2011 roku liczyła 3952 mieszkańców.